# Pseudambassis
Pseudambassis – rodzaj ryb okoniokształtnych z rodziny przeźroczkowatych (Ambassidae).

## Klasyfikacja
Gatunki zaliczane do tego rodzaju:
- Pseudambassis roberti